# Takeda Nobushige

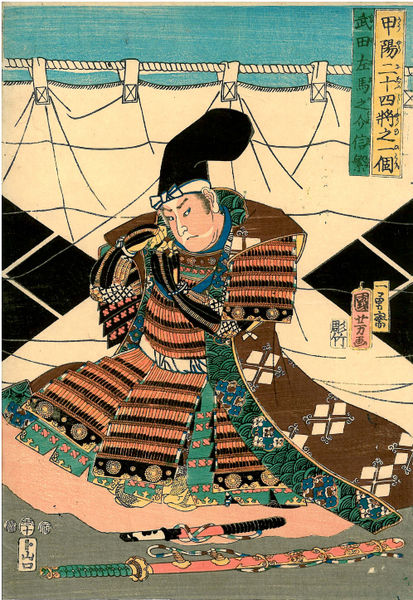

Takeda Nobushige (Japans: 武田信繁) (1525 - 10 september, 1561) was een Japanse samoerai uit de late Sengoku-periode en de jongere broer van Takeda Shingen. Nobushige was de favoriet van hun vader, Takeda Nobutora, en hij was voorbestemd om de landen, macht en invloed van de Takeda te erven als hoofd van de Takeda-clan. Shingen kwam echter in opstand tegen hun vader en greep de macht. Ondanks alles vocht Nobushige later gewoon aan de kant van zijn oudere broer en Shingen kon op zijn steun rekenen. Hij is bekend om zowel zijn strategisch inzicht als om zijn wijsheid; zo schreef hij onder andere Kyūjūkyū Kakun, een set van 99 korte regels voor leden van de Takeda-clan, waarvan sommigen vaak foutief aan Shingen worden toegewezen. Hij stond ook bekend als Takeda Tenkyu (Tenkyu was de rang die hij had).
Nobushige ontwikkelde zich tot een belangrijke generaal van de Takeda en verkreeg faam als een van de Vierentwintig generaals. In 1544 werd Shingen geconfronteerd met een opstand. Shingen stuurde Nobushige eropuit om het kasteel Kojinyama te veroveren op Fujisawa Yorichika.
Hij stierf tijdens de vierde slag bij Kawanakajima in 1561. Hij viel toen hij tijdens het gevecht plotseling omringd was door samoerai, maar niet voordat hij zijn aanvallers stuk voor stuk gedood had.
Sanada Yukimura heette oorspronkelijk Sanada Nobushige, vernoemd naar Nobushige.
In de serie Taiga drama van de Japanse staatsomroep (Nippon Hoso Kyokai) uit 2006 wordt Nobushige gespeeld door Noritoshi Kashima.